# Rise: Blood Hunter
Rise: Blood Hunter is een film uit 2007 onder regie van Sebastian Gutierrez. De film werd op 28 april 2007 voor het eerst uitgezonden tijdens het Tribeca Film Festival. Vanaf 16 augustus 2007 zal de film in de Nederlandse bioscopen draaien.

## Verhaal
De verwarde verslaggeefster Sadie Blake wordt wakker in een mortuarium. Ervan overtuigd dat ze door vampieren vermoord is, wil ze haar wraak. Ze krijgt hulp van detective Clyde Rawlins, wiens dochter het slachtoffer was van dezelfde barbaren.

## Rolverdeling
| Acteur            | Personage     |
| ----------------- | ------------- |
| Lucy Liu          | Sadie Blake   |
| Michael Chiklis   | Clyde Rawlins |
| Carla Gugino      | Eve           |
| Samaire Armstrong | Jenny         |
| James D'Arcy      | Bishop        |
| Marilyn Manson    | Bartender     |